# HBL All-Star Game 2003
Das HBL All-Star Game 2003 fand am 28. Mai 2003 in der Volkswagen-Halle in Braunschweig vor 3.600 Zuschauern statt. Es war die dritte Auflage dieses Events.
Die Süd/West-Auswahl der Handball-Bundesliga gewann gegen die Nord/Ost-Auswahl der Liga mit 46:44 (19:25).

## Nord/Ost
| Nr.         | Name                 | Verein                 |          |          |          |          |          |          |
| Torhüter    | Torhüter             | Torhüter               | Torhüter | Torhüter | Torhüter | Torhüter | Torhüter | Torhüter |
| ----------- | -------------------- | ---------------------- | -------- | -------- | -------- | -------- | -------- | -------- |
| 1           | Henning Fritz        | THW Kiel               |          |          |          |          |          |          |
| 12          | Jan Holpert          | SG Flensburg-Handewitt |          |          |          |          |          |          |
| verletzt    | Peter Gentzel        | HSG Nordhorn           |          |          |          |          |          |          |
| Feldspieler |                      |                        |          |          |          |          |          |          |
| 4           | Johan Petersson      | THW Kiel               |          |          |          |          |          |          |
| 10          | Nenad Peruničić      | SC Magdeburg           |          |          |          |          |          |          |
| 10          | Stefan Lövgren       | THW Kiel               |          |          |          |          |          |          |
| 10          | Jan Filip            | HSG Nordhorn           |          |          |          |          |          |          |
| 11          | Volker Zerbe         | TBV Lemgo              |          |          |          |          |          |          |
| 13          | Markus Baur          | TBV Lemgo              |          |          |          |          |          |          |
| 14          | Bertrand Gille       | HSV Hamburg            |          |          |          |          |          |          |
| 15          | Lars Christiansen    | SG Flensburg-Handewitt |          |          |          |          |          |          |
| 17          | Andrej Klimovets     | SG Flensburg-Handewitt |          |          |          |          |          |          |
| 21          | Lars Krogh Jeppesen  | SG Flensburg-Handewitt |          |          |          |          |          |          |
| 22          | Marcin Lijewski      | SG Flensburg-Handewitt |          |          |          |          |          |          |
| 73          | Stefan Kretzschmar   | SC Magdeburg           |          |          |          |          |          |          |
| verletzt    | Ólafur Stefánsson    | SC Magdeburg           |          |          |          |          |          |          |
| verletzt    | Florian Kehrmann     | TBV Lemgo              |          |          |          |          |          |          |
| verletzt    | Christian Schwarzer  | TBV Lemgo              |          |          |          |          |          |          |
| Trainer     |                      |                        |          |          |          |          |          |          |
|             | Volker Mudrow        | TBV Lemgo              |          |          |          |          |          |          |
|             | Kent-Harry Andersson | HSG Nordhorn           |          |          |          |          |          |          |

## Süd/West
| Nr.         | Name                    | Verein               |          |          |          |          |          |          |
| Torhüter    | Torhüter                | Torhüter             | Torhüter | Torhüter | Torhüter | Torhüter | Torhüter | Torhüter |
| ----------- | ----------------------- | -------------------- | -------- | -------- | -------- | -------- | -------- | -------- |
| 1           | Jesper Larsson          | TUSEM Essen          |          |          |          |          |          |          |
| 66          | Jaume Fort Mauri        | Frisch Auf Göppingen |          |          |          |          |          |          |
| Feldspieler |                         |                      |          |          |          |          |          |          |
| 4           | Jan-Olaf Immel          | SG Wallau/Massenheim |          |          |          |          |          |          |
| 5           | Dragoș Oprea            | Frisch Auf Göppingen |          |          |          |          |          |          |
| 7           | Yoon Kyung-shin         | VfL Gummersbach      |          |          |          |          |          |          |
| 8           | Bruno Souza             | Frisch Auf Göppingen |          |          |          |          |          |          |
| 9           | François-Xavier Houlet  | VfL Gummersbach      |          |          |          |          |          |          |
| 10          | Björn Monnberg          | HSG D/M Wetzlar      |          |          |          |          |          |          |
| 10          | Oleg Velyky             | TUSEM Essen          |          |          |          |          |          |          |
| 13          | Heiko Grimm             | TV Großwallstadt     |          |          |          |          |          |          |
| 15          | Stephan Just            | ThSV Eisenach        |          |          |          |          |          |          |
| 18          | David Szlezak           | Frisch Auf Göppingen |          |          |          |          |          |          |
| 77          | Aleksandar Knežević     | Frisch Auf Göppingen |          |          |          |          |          |          |
| verletzt    | Guðjón Valur Sigurðsson | TUSEM Essen          |          |          |          |          |          |          |
| verletzt    | Patrekur Jóhannesson    | TUSEM Essen          |          |          |          |          |          |          |
| verletzt    | Patrick Cazal           | TUSEM Essen          |          |          |          |          |          |          |
| verletzt    | Mark Schmetz            | TUSEM Essen          |          |          |          |          |          |          |
| verletzt    | Pascal Morgant          | Frisch Auf Göppingen |          |          |          |          |          |          |
| Trainer     |                         |                      |          |          |          |          |          |          |
|             | Christian Fitzek        | Frisch Auf Göppingen |          |          |          |          |          |          |
|             | Martin Schwalb          | SG Wallau/Massenheim |          |          |          |          |          |          |

## Statistik
Nord/Ost – Süd/West 44:46 (25:19)
Nord/Ost:
Süd/West:
Schiedsrichter: Frank Lemme/Bernd Ullrich (Magdeburg)
Zuschauer: 3.600

## Auszeichnungen
| Spieler der Saison              | Trainer                   | Rookie | Lebenswerk/Karriereleistung Handball | Schiedsrichter                          |
| ------------------------------- | ------------------------- | ------ | ------------------------------------ | --------------------------------------- |
| Christian Schwarzer (TBV Lemgo) | Volker Mudrow (TBV Lemgo) | -      | Stefan Hecker (VfL Gummersbach)      | Frank Lemme & Bernd Ullrich (Magdeburg) |